# Eruzione dell'Etna del 1928
L'eruzione dell'Etna del 1928 ebbe inizio in autunno, il 2 novembre, e si concluse dopo 18 giorni dopo aver distrutto l'abitato di Mascali e interrotto le comunicazioni ferroviarie e stradali.

## Fasi dell'eruzione
Essa si sviluppò in diverse fasi iniziando con un'attività piroclastica dal Cratere di Nord-Est seguita dall'apertura di una frattura a 2.600 metri, nella Valle del Leone e la fuoruscita di una colata di magma fluido.
Nella notte del 3 novembre una seconda frattura a 2100 metri di altitudine emetteva una colata che si diresse verso Sant'Alfio ma si arrestò senza raggiungere l'abitato.
Il 4 novembre si aprì una terza frattura molto più in basso, a quota 1200 m che si incanalò nel letto del torrente Pietrafucile puntando verso l'abitato di Mascali. L'abitato venne raggiunto il 7 novembre e interamente distrutto rimanendo integra solo una piccola porzione periferica, l'odierna frazione di Sant'Antonino. Furono interrotti e coperti alcuni tratti della Ferrovia Circumetnea (il 6 novembre) e della Messina-Catania e quasi interamente la stazione ferroviaria FS di Mascali (il giorno 11). La colata si arrestò il 16 novembre dopo aver raggiunta la località di Carrabba alla quota minima di circa 25 m s.l.m. mentre la fuoruscita di lava cessò il 20 novembre.
L'abitato di Mascali venne poi ricostruito in altro sito e la tratta ferroviaria FS interessata spostata più a valle.